# Agua Azul Chico
Agua Azul Chico es una localidad del municipio de Chilón ubicado en la región Tulijá Tseltal-Chol del estado mexicano de Chiapas.

## Geografía
La localidad se ubica a 23.7 kilómetros (en dirección sudeste) de la localidad de Chilón, la cabecera y lugar más poblado del municipio. Se sitúa en las coordenadas geográficas 17°15′13″N 92°06′32″O / 17.253611, -92.108889, a una elevación de 226 metros sobre el nivel del mar.

## Demografía
Según el Conteo de Población y Vivienda 2020, efectuado por el Instituto Nacional de Estadística y Geografía, la localidad de Agua Azul Chico tiene 219 habitantes, de los cuales 111 son del sexo masculino y 108 del sexo femenino. Su tasa de fecundidad es de 2.46 hijos por mujer y tiene 51 viviendas particulares habitadas.
| Gráfica de evolución demográfica de Agua Azul Chico entre 1970 y 2020 |
|                                                                       |
| INEGI.                                                                |